# Nordsjö kapell
Nordsjö kapell är ett kapell strax intill Bysjön i Bollnäs kommun. Det tillhör Arbrå-Undersviks församling i Uppsala stift.

## Kapellet
Kapellet uppfördes någon gång mellan åren 1800 och 1919 och var från början en templarlokal. 1922 köptes byggnaden in av kyrkan och invigdes 1926 till sitt nuvarande syfte. Kapellet har en stomme av trä och ytterväggar klädda med rödmålad, stående träpanel. Byggnadens mansardtak är halvvalmat och täckt med tegelimiterande plåt. Byggnadens rektangulära fönster är spröjsade och vitmålade.
Kyrkorummet har naturfärgat trägolv och träbänkar. Väggarna har träpaneler som är marmorerade i ljust grågrönt. Taket har vitmålade träpaneler.
En fristående klockstapel med spåntak är uppförd 1936.

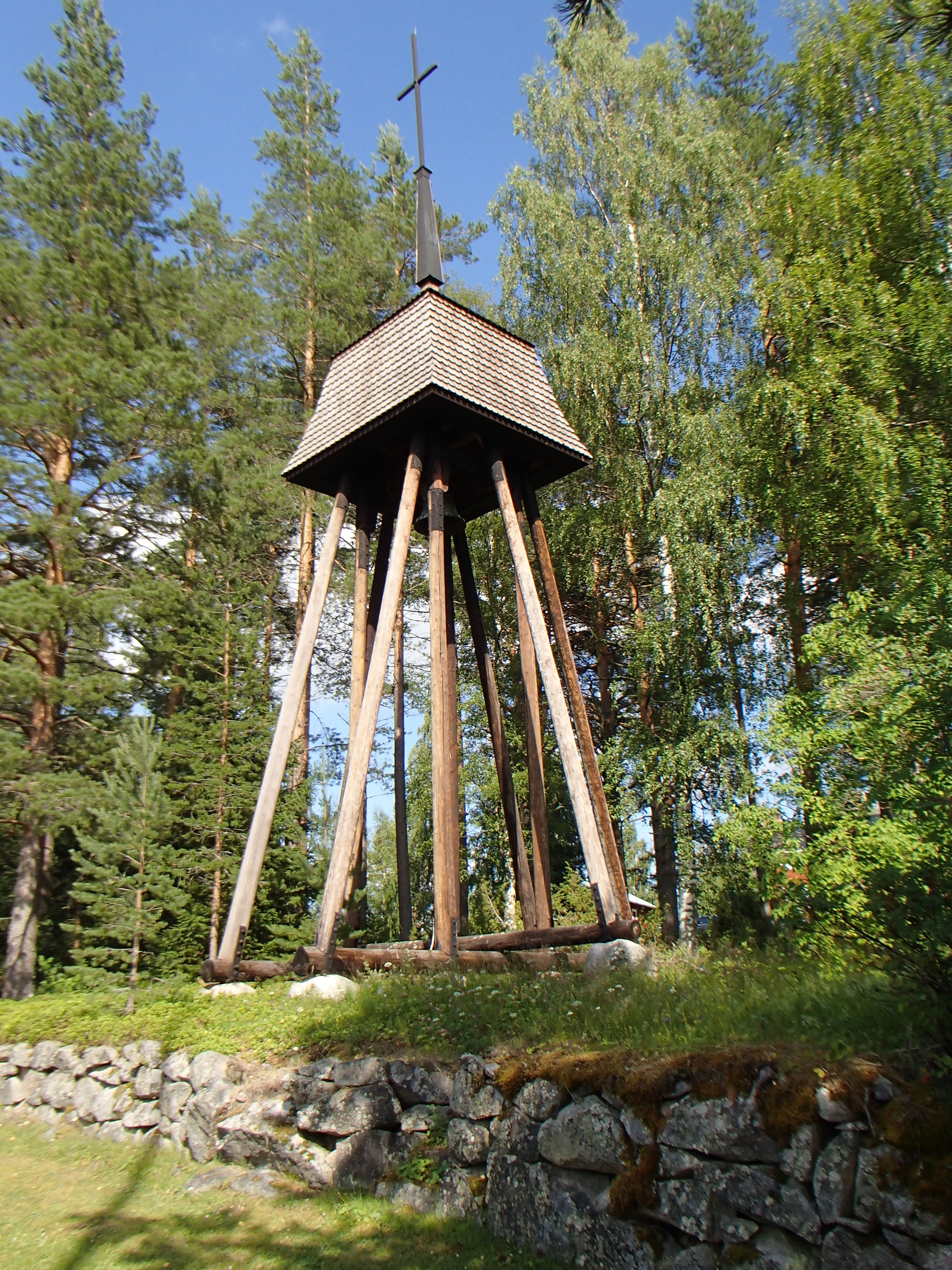
Klockstapel vid Nordsjö kapell.

### Orgel
- 1990 fanns en elorgel i kapellet.[1]